# Waterschap Baakse Beek
Het Waterschap Baakse Beek was een waterschap in de Nederlandse provincie Gelderland, gelegen centraal in de Achterhoek. In de Achterhoek waren vanaf 1880 diverse waterschappen opgericht, maar centraal in de streek was een gebied dat nog niet was aangewezen aan een waterschap. Dit besloeg onder andere gebieden in de voormalige gemeenten Lichtenvoorde, Ruurlo en Zelhem. Door ontginningen kreeg met name de landbouw steeds meer last van wateroverlast, waardoor de Provinciale Staten van de provincie Gelderland het plan had opgevat om voor dit gebied een waterschap op te richten. Echter waren gemeenten richting de IJssel, zoals Zutphen en Warnsveld tegen het plan, evenals enkele grootgrondbezitters. Onder de grootgrondbezitters zaten ook leden van de Provinciale Staten, zoals een lid van de familie Van Heeckeren en oud-burgemeester van Lichtenvoorde Leonardus Antonius Maria van Basten Batenburg. In 1919 werd het plan tot het oprichten van het waterschap Baakse Beek goedgekeurd, waarop het waterschap werd opgericht. Juist voormalig tegenstander van het plan tot het oprichten van het waterschap Van Basten Batenburg werd de eerste dijkgraaf van het waterschap.
In 1983 fuseerde het waterschap met het Polderdistrict IJsselland tot Waterschap IJsselland-Baakse Beek, welke in 1997 opging in het Waterschap Rijn en IJssel.